# شهرستان اوکونی (کارولینای جنوبی)
شهرستان اوکونی، کارولینای جنوبی (به انگلیسی: Oconee County, South Carolina) یک سکونتگاه مسکونی در ایالات متحده آمریکا است که در کارولینای جنوبی واقع شده‌است.

## خصوصیات
شهرستان اوکونی ۱٬۷۴۵٫۶۶ کیلومترمربع مساحت دارد.